# 안경덕
안경덕(安庚德, 1963년~)은 대한민국의 공무원이다. 제8대 고용노동부 장관이다.
강원도 홍천군에서 태어났다. 춘천고등학교를 졸업하고 한국외국어대학교 정치외교학과를 졸업했다. 1989년 제33회 행정고시로 공직에 입문하였다. 고용노동부에서 노사관계법제팀장, 안전보건정책과장, 기획조정실장 등을 역임했다. 이명박 정부의 청와대 비서실 선임행정관으로 9개월 근무하였다.
2019년 9월 20일 경제사회노동위원회 상임위원(차관급)으로 임명되었으며, 2020년 7월 코로나 19 당시 노사정 협상을 주도했다.
2021년 4월 16일 문재인 정부에서 고용노동부 장관으로 지명되었다. 한국노총은 이에 환영 입장을 밝혔다. 5월 6일 임명안이 재가되어, 다음 날인 5월 7일 취임했다.

## 학력
- 춘천고등학교
- 한국외국어대학교 정치외교학 학사

## 가족
아버지인 안장환은 2019년 작고했다. 부인과 슬하에 1남 1녀를 두고 있다.